# Việt Arnold
David Arnold (sinh ngày 11 tháng 10 năm 1990) là cầu thủ bóng rổ chuyên nghiệp đang chơi cho câu lạc bộ bóng rổ Saigon Heat ở giải ASEAN Basketball League. Anh đã chơi bóng rổ tại đại học cho Northern Colorado Bears và Montana State Billings Yellowjackets.

## Thống kê
Arnold ký hợp đồng với Saigon Heat ở giải ASEAN Basketball League trước mùa giải 2014.

## Thống kê sự nghiệp

### Thống kê ABL
| Năm       | ĐỘI         | GP | RPG | APG | FG%  | FT%  | PPG  |
| --------- | ----------- | -- | --- | --- | ---- | ---- | ---- |
| 2014      | Saigon Heat | 19 | 3.8 | 2.6 | .419 | .684 | 14.2 |
| Sự nghiệp |             | 19 | 3.8 | 2.6 | .419 | .684 | 14.2 |